# Олександрівська волость (Новомосковський повіт)
Олександрівська волость — адміністративно-територіальна одиниця Новомосковського повіту Катеринославської губернії.
Станом на 1886 рік — складалася з 12 поселень, 12 сільських громад. Населення — 2080 осіб (1112 чоловічої статі та 968 — жіночої), 295 дворових господарств.
|                     | Площа, десятин | У тому числі орної, десятин |
| ------------------- | -------------- | --------------------------- |
| Сільських громад    | 1638           | 835                         |
| Приватної власності | 26147          | 11533                       |
| Іншої власності     | 255            | 100                         |
| Загалом             | 28040          | 12468                       |

Найбільші поселення волості:
- Олександрівка (Струково) — село при річка В'язівок в 40 верстах від повітового міста, 526 осіб, 87 дворів, православна церква.
- Сергіївка (Клевцова) — село при річка В'язівок, 710 осіб, 119 дворів, салотопний завод, лавка.